# Michael Carman
Michael Carman (ur. w 1951) – australijski aktor telewizyjny i filmowy.
W latach 1971–1974 uczęszczał do Swinburne Film and Television School.
Jego pierwszą rolą był drobny epizod w serialu telewizyjnym Bellbird. Na dużym ekranie zadebiutował, w 1976 roku, w dramacie sensacyjnym The Devil's Playground. W 2008 roku wystąpił w przeboju kinowym Wyspa Nim, z Jodie Foster i Gerardem Butlerem w roli głównej. W 2010 roku zagrał Dona w Elicie zabójców, grając u boku m.in. Jasona Stathama, Clive’a Owena czy Roberta De Niro.
Zagrał w wielu popularnych, na całym świecie serialach, m.in.: Sąsiedzi, Policjanci z Mt. Thomas czy Blondynka.

## Wybrana filmografia
Filmy
- 1967: The Devil's Playground jako Nigel Ryan
- 1978: Pieśń Jimmiego Blacksmitha (The Chant of Jimmie Blacksmith) jako J.C. Thomas
- 1986  Błękitny opal (The Blue Lightning) jako Roberts
- 1988: A Waltz Through the Hills jako Gates
- 1988: Dzień pantery (Day of the Panther) jako Damien Zukor
- 1990: Quigley na Antypodach (Quigley Down Under) jako dezerter
- 1993: Herkules powraca (Hercules Returns) jako Sir Michael Kent
- 2000: Ostatni brzeg (On the Beach) jako dziennikarz
- 2008: Wyspa Nim (Nim’s Island) jako kapitan
- 2011: Elita zabójców (Killer Elite) jako Don
- 2012: Morderstwo w dorożce (The Mystery of a Hansom Cab) jako Malcolm Royston
- 2012: Jack Irish: Bad Debts jako Eddie Dollery

Seriale
- 1967: Bellbird jako Andy
- 1974-1976: Homicide jako James Clark
- 1995-1996: Sąsiedzi jako Tony Hartman
- 2002-2005: Policjanci z Mt. Thomas jako Albie O’Connel
- 2001: Blondynka jako Dyrektor H
- 2004-2005: W pogoni za szczęściem jako Jon Davis
- 2003-2005: MDA jako Mark Matthews
- 2007-2011: Dogstar jako Baba Ganoush